# Celtic Woman/Diskografie
Diese Diskografie ist eine Übersicht über die musikalischen Werke der irischen Musikgruppe Celtic Woman. Den Schallplattenauszeichnungen zufolge hat sie bisher mehr als 3,9 Millionen Tonträger verkauft. Ihre erfolgreichste Veröffentlichung ist das Debütalbum Celtic Woman mit über 1,5 Millionen verkauften Einheiten.

## Alben

### Studioalben
| Jahr | Titel                   | Höchstplatzierung, Gesamtwochen, AuszeichnungChartplatzierungen (Jahr, Titel, Platzierungen, Wochen, Auszeichnungen, Anmerkungen) | Höchstplatzierung, Gesamtwochen, AuszeichnungChartplatzierungen (Jahr, Titel, Platzierungen, Wochen, Auszeichnungen, Anmerkungen) | Höchstplatzierung, Gesamtwochen, AuszeichnungChartplatzierungen (Jahr, Titel, Platzierungen, Wochen, Auszeichnungen, Anmerkungen) | Höchstplatzierung, Gesamtwochen, AuszeichnungChartplatzierungen (Jahr, Titel, Platzierungen, Wochen, Auszeichnungen, Anmerkungen) | Höchstplatzierung, Gesamtwochen, AuszeichnungChartplatzierungen (Jahr, Titel, Platzierungen, Wochen, Auszeichnungen, Anmerkungen) | Anmerkungen                                                                                         |
| Jahr | Titel                   | DE | AT | CH | IE | US | Anmerkungen                                                                                         |
| ---- | ----------------------- | --- | --- | --- | --- | --- | --------------------------------------------------------------------------------------------------- |
| 2005 | Celtic Woman            | DE20 Gold · (10 Wo.)DE | AT74 (1 Wo.)AT | CH27 (13 Wo.)CH | IE72 Gold · (3 Wo.)IE | US53 Platin · (87 Wo.)US | Erstveröffentlichung: 1. März 2005 Veröffentlichung: International                                  |
| 2006 | A Christmas Celebration | — | — | — | — | US35 Platin · (33 Wo.)US | Erstveröffentlichung: 3. Oktober 2006 Veröffentlichung: International                               |
| 2007 | A New Journey           | DE56 (4 Wo.)DE | AT69 (2 Wo.)AT | CH35 (5 Wo.)CH | IE16 (5 Wo.)IE | US4 Gold · (41 Wo.)US | Erstveröffentlichung: 30. Januar 2007 Veröffentlichung: International                               |
| 2010 | Songs from the Heart    | DE9 (17 Wo.)DE | AT20 (10 Wo.)AT | CH2 Platin · (47 Wo.)CH | — | US9 (17 Wo.)US | Erstveröffentlichung: 26. Januar 2010 Veröffentlichung: International                               |
| 2011 | Lullaby                 | — | — | — | — | US126 (3 Wo.)US | Erstveröffentlichung: 15. Februar 2011 Veröffentlichung: International                              |
| 2011 | A Celtic Christmas      | DE43 (5 Wo.)DE | AT33 (4 Wo.)AT | CH8 (5 Wo.)CH | — | — | Erstveröffentlichung: 25. November 2011 Veröffentlichung: EU                                        |
| 2012 | Believe                 | DE11 (13 Wo.)DE | AT32 (4 Wo.)AT | CH10 (15 Wo.)CH | — | US13 (10 Wo.)US | Erstveröffentlichung: 24. Januar 2012 Veröffentlichung: International (außer JP)                    |
| 2012 | Home for Christmas      | — | — | CH16 (5 Wo.)CH | IE74 (1 Wo.)IE | US43 (15 Wo.)US | Erstveröffentlichung: 9. Oktober 2012 Veröffentlichung: International                               |
| 2014 | Emerald – Musical Gems  | — | — | CH80 (1 Wo.)CH | — | US29 (5 Wo.)US | Erstveröffentlichung: 24. Februar 2014 Veröffentlichung: International                              |
| 2014 | O Christmas Tree        | — | — | — | — | — | Erstveröffentlichung: 21. Oktober 2014 Veröffentlichung: US                                         |
| 2015 | Destiny                 | DE27 (6 Wo.)DE | AT70 (1 Wo.)AT | CH95 (3 Wo.)CH | — | US60 (1 Wo.)US | mit dem Orchestra of Ireland Erstveröffentlichung: 23. Oktober 2015 Veröffentlichung: International |
| 2016 | Voices of Angels        | — | — | — | IE91 (1 Wo.)IE | US77 (1 Wo.)US | Erstveröffentlichung: 18. November 2016 Veröffentlichung: IE, US und AU                             |
| 2019 | Ancient Land            | — | — | CH100 (1 Wo.)CH | IE13 (1 Wo.)IE | — | Erstveröffentlichung: 8. März 2019                                                                  |
| 2021 | Postcards from Ireland  | — | — | CH56 (1 Wo.)CH | — | — | Erstveröffentlichung: 29. Oktober 2021                                                              |

### Livealben
| Jahr | Titel                          | Höchstplatzierung, Gesamtwochen, AuszeichnungChartplatzierungen (Jahr, Titel, Platzierungen, Wochen, Auszeichnungen, Anmerkungen) | Höchstplatzierung, Gesamtwochen, AuszeichnungChartplatzierungen (Jahr, Titel, Platzierungen, Wochen, Auszeichnungen, Anmerkungen) | Höchstplatzierung, Gesamtwochen, AuszeichnungChartplatzierungen (Jahr, Titel, Platzierungen, Wochen, Auszeichnungen, Anmerkungen) | Höchstplatzierung, Gesamtwochen, AuszeichnungChartplatzierungen (Jahr, Titel, Platzierungen, Wochen, Auszeichnungen, Anmerkungen) | Höchstplatzierung, Gesamtwochen, AuszeichnungChartplatzierungen (Jahr, Titel, Platzierungen, Wochen, Auszeichnungen, Anmerkungen) | Anmerkungen                                                           |
| Jahr | Titel                          | DE | AT | CH | IE | US | Anmerkungen                                                           |
| ---- | ------------------------------ | --- | --- | --- | --- | --- | --------------------------------------------------------------------- |
| 2018 | Homecoming – Live from Ireland | — | — | — | IE14 (1 Wo.)IE | — | Erstveröffentlichung: 26. Januar 2018 Veröffentlichung: international |

### Kompilationen
| Jahr | Titel                                       | Höchstplatzierung, Gesamtwochen, AuszeichnungChartplatzierungen (Jahr, Titel, Platzierungen, Wochen, Auszeichnungen, Anmerkungen) | Höchstplatzierung, Gesamtwochen, AuszeichnungChartplatzierungen (Jahr, Titel, Platzierungen, Wochen, Auszeichnungen, Anmerkungen) | Höchstplatzierung, Gesamtwochen, AuszeichnungChartplatzierungen (Jahr, Titel, Platzierungen, Wochen, Auszeichnungen, Anmerkungen) | Höchstplatzierung, Gesamtwochen, AuszeichnungChartplatzierungen (Jahr, Titel, Platzierungen, Wochen, Auszeichnungen, Anmerkungen) | Höchstplatzierung, Gesamtwochen, AuszeichnungChartplatzierungen (Jahr, Titel, Platzierungen, Wochen, Auszeichnungen, Anmerkungen) | Anmerkungen                                                            |
| Jahr | Titel                                       | DE | AT | CH | IE | US | Anmerkungen                                                            |
| ---- | ------------------------------------------- | --- | --- | --- | --- | --- | ---------------------------------------------------------------------- |
| 2008 | The Greatest Journey – Essential Collection | — | — | CH83 (3 Wo.)CH | IE99 (1 Wo.)IE | US75 (12 Wo.)US | Erstveröffentlichung: 28. Oktober 2008 Veröffentlichung: international |

Weitere Kompilationen
- 2008: Believe (Kompilation, JP)
- 2011: An Irish Journey – Le Som Irlandaise (EU)
- 2011: Die große Hit-Edition! (Deutschland exklusiv über shop24direct)
- 2012: Silent Night (US)
- 2015: Celtic Woman Presents: Solo – 10 Girls, 10 Songs, 10 Years (exklusiv über celticwoman.com)
- 2015: Decade – The Songs, The Show, The Traditions, The Classics (AU)

### EPs
| Jahr | Titel                     | Höchstplatzierung, Gesamtwochen, AuszeichnungChartplatzierungen (Jahr, Titel, Platzierungen, Wochen, Auszeichnungen, Anmerkungen) | Höchstplatzierung, Gesamtwochen, AuszeichnungChartplatzierungen (Jahr, Titel, Platzierungen, Wochen, Auszeichnungen, Anmerkungen) | Höchstplatzierung, Gesamtwochen, AuszeichnungChartplatzierungen (Jahr, Titel, Platzierungen, Wochen, Auszeichnungen, Anmerkungen) | Höchstplatzierung, Gesamtwochen, AuszeichnungChartplatzierungen (Jahr, Titel, Platzierungen, Wochen, Auszeichnungen, Anmerkungen) | Höchstplatzierung, Gesamtwochen, AuszeichnungChartplatzierungen (Jahr, Titel, Platzierungen, Wochen, Auszeichnungen, Anmerkungen) | Anmerkungen                                                                      |
| Jahr | Titel                     | DE | AT | CH | IE | US | Anmerkungen                                                                      |
| ---- | ------------------------- | --- | --- | --- | --- | --- | -------------------------------------------------------------------------------- |
| 2008 | A Celtic Family Christmas | — | — | — | — | US89 (5 Wo.)US | feat. The High Kings Erstveröffentlichung: 14. Oktober 2008 Veröffentlichung: US |

## Videoalben
| Jahr | Titel        | Höchstplatzierung, Gesamtwochen, AuszeichnungChartsChartplatzierungen (Jahr, Titel, Platzierungen, Wochen, Auszeichnungen, Anmerkungen) | Anmerkungen                        |
| Jahr | Titel        | UK | Anmerkungen                        |
| ---- | ------------ | --- | ---------------------------------- |
| 2019 | Ancient Land | UK21 (1 Wo.)UK | Erstveröffentlichung: 8. März 2019 |

Weitere Videoalben
- 2005: Celtic Woman (International, DVD, US: ×3Dreifachplatin )
- 2006: A Christmas Celebration (International, DVD, US: Platin)
- 2007: A New Journey — Live at Slaine Castle (International, DVD, US: ×2Doppelplatin )
- 2008: The Greatest Journey (International, DVD, US: Gold)
- 2010: Songs from the Heart (International, DVD, US: Gold)
- 2011: Believe (Kompilation) (JP, DVD)
- 2012: Believe (International, außer JP, DVD)
- 2012: Home for Christmas (International, DVD & Blu-ray)
- 2014: Emerald – Musical Gems (International, DVD & Blu-ray)

## Statistik

### Chartauswertung
|                     | DE    | AT    | CH     | IE    | US     |
| ------------------- | ----- | ----- | ------ | ----- | ------ |
| Nummer-eins-Alben   | DE—DE | AT—AT | CH—CH  | IE—IE | US—US  |
| Top-10-Alben        | DE1DE | AT—AT | CH3CH  | IE—IE | US2US  |
| Alben in den Charts | DE6DE | AT6AT | CH11CH | IE7IE | US12US |

|                          | UK    |
| ------------------------ | ----- |
| Nummer-eins-Videoalben   | UK—UK |
| Top-10-Videoalben        | UK—UK |
| Videoalben in den Charts | UK1UK |

### Auszeichnungen für Musikverkäufe
| Goldene Schallplatte - Australien - 2011: für das Album Celtic Woman - 2011: für das Videoalbum A Christmas Celebration: Live from Dublin - 2011: für das Videoalbum The Greatest Journey: Essential Collection - 2012: für das Videoalbum Believe - Japan - 2007: für die Single You Raise Me Up (Mobile Downloads) - 2009: für die Single You Raise Me Up (Downloads) - Kanada - 2010: für das Videoalbum Songs from the Heart | Platin-Schallplatte - Australien - 2011: für das Videoalbum Songs from the Heart - Japan - 2007: für das Album Celtic Woman 2× Platin-Schallplatte - Australien - 2011: für das Videoalbum Celtic Woman 3× Platin-Schallplatte - Australien - 2012: für das Videoalbum A New Journey |

Anmerkung: Auszeichnungen in Ländern aus den Charttabellen bzw. Chartboxen sind in ebendiesen zu finden.
| Land/RegionAuszeichnungen für Musikverkäufe (Land/Region, Auszeichnungen, Verkäufe, Quellen) | Gold       | Platin       | Verkäufe  | Quellen           |
| -------------------------------------------------------------------------------------------- | ---------- | ------------ | --------- | ----------------- |
| Australien (ARIA)                                                                            | 4× Gold4   | 6× Platin6   | 147.500   | aria.com.au       |
| Deutschland (BVMI)                                                                           | Gold1      | —            | 100.000   | musikindustrie.de |
| Irland (IRMA)                                                                                | Gold1      | —            | 7.500     | irishcharts.ie    |
| Japan (RIAJ)                                                                                 | 2× Gold2   | Platin1      | 450.000   | riaj.or.jp JP2    |
| Kanada (MC)                                                                                  | Gold1      | —            | 10.000    | musiccanada.com   |
| Schweiz (IFPI)                                                                               | —          | Platin1      | 30.000    | hitparade.ch      |
| Vereinigte Staaten (RIAA)                                                                    | 3× Gold3   | 8× Platin8   | 3.200.000 | riaa.com          |
| Insgesamt                                                                                    | 12× Gold12 | 16× Platin16 |           |                   |